# Tunis medina
Tunis medina är Tunisiens huvudstad Tunis gamla stadskärna. Medinan är en av Nordafrikas största, omgiven och murar och präglad av ett virrvarr av trånga, krokiga gator och vidsträckta basarer. Sedan 1979 är medinan ett världsarv.
Här finns omkring 700 monument, däribland palats, moskéer, kyrkor, mausoleum, madrassor och fontäner från Almohadiska eran till Hafsidiska eran. Bland dessa äldre byggnader finns:
- Aghlabid Ez-Zitounamoskén (”Olivmoskén” eller ”Stora moskén”) uppförd år 723 av  Obeid Allah Ibn-al-Habhab för att fira den nya huvudstaden. Minareten förändrades und 1800-talet och är 44 meter hög[3]
- Dar-al-Bey (”Bejens palats”) med arkitektur och dekorationer i en rad olika stilar från olika perioder  tros stå på resterna av en romersk teater och ett palats från 900-talet som hörde till Ziadib-Allah II al Aghlab.
- El Ksar moskén[3]
- Sidi-Youssef moskén från 1616, begravningsplatsen för Sidi Mahrez[3]
- Heliga korsets kyrka[3]
- Färgarnas moské, i kvarteret för färgare[3]

Här finns också Tunisiens nationalmuseum och ett museum för islamisk konst.
Med en areal om 270 hektar (över 29 hektar för själva Kasbahn) och över 100 000 invånare, hyser medinan en tiondel av Tunis befolkning. Medinans stadsplan kännetecknas av avsaknaden av en rutnätsplan eller formella geometriska kompositioner. Studier som gjorts på 1930-talet av de första antropologerna upptäckte dock att medinans utrymme inte är helt slumpmässig. Husen är baserade på en socio-kulturell kod enligt typerna för komplexa mänskliga relationer.
Inhemsk arkitektur (palats och bostadshus), offentliga och civila byggnader (bibliotek och administrativa sådana), religiösa byggnader (moskéer och zawiyor) samt köpmannahus (butikshus och karavanserajer) finns i medinan. Begreppet 'det offentliga rummet' är tvetydigt ifråga om medinan där gatorna ses som en förlängning av husen och föremål för sociala märkningar. Ägandebegreppet är otydligt och soukerna sträcker sig ofta ut på gatorna. Idag har varje distrikt sin egen kultur och rivaliteten kan vara stor.
Norra delen stödjer fotbollsklubben Espérance Sportive de Tunis medan den andra delen dess konkurrent African Club. Medinan har även en social indelning: där grannskapet El Bey Tourbet och Kasbahdistriktet är aristokratiskt med en befolkning med jurister och politiker, medan gatorna i Pacha ofta är militära och bourgeoisie.

## Historia
Medinan som grundades 698 med Zitounamoskén och det kringliggande området, som utvecklades under medeltiden, delade upp Tunis i en stad med två stadsdelar, i norr Bab Souika, och i söder Bab El Jazira. Området blev huvudstad i ett mäktigt kungadömet under Hafsidiska eran, och var ett religiöst, intellektuellt och ekonomiskt center för Mellanöstern, Afrika och Europa. En stor sammansmältning av influenser kan ses där Andalusisk stil blandas med mer östlig påverkan och Romerska eller bysantinska kolonner, en typisk arabisk arkitektur som kännetecknas av valvbågarna. Det arkitektoniska arvet är också ständigt närvarande i bostadshusen och mindre tjänstemannapalatsen samt i Kasbahns härskarpalats. Även om en del palats och hus dateras till medeltiden, byggdes ett stort antal prestigebetonade hus på 1600-, 1700- och 1800-talet såsom Dar Othman (början av 1600-talet), Dar Ben Abdallah (1700-talet), Dar Hussein, Dar Cherif och andra hus. Huvudpalatset 
Bejernas huvudpalats är La Marsa, Bardo och Ksar Said. Lägger vi till moskéerna och oratorierna (omkring 200), Maddrassorna (El Bachia, Slimania, El Achouria, Bir El Ahjar, El Nakhla, etc..), zawiyorna (Mahrez Sidi Sidi Ali Azouz, Sidi Abdel Kader, etc.) och Tourbet El Fellari, Tourbet Aziza Othman och Tourbet El Bey närmar sig antalet monument i Tunis 600. Till skillnad från Alger, Palermo och Neapel, har dess historiska hjärta aldrig skadats av större naturkatastrofer eller radikala urbana händelser. Huvudkonflikter och potentially destructive human behavior has been experienced in the city ägde rum relativt nära i tid, efter landets självständighet, vilket var en anledning till att medinan blev ett världsarv 1979. Vid inledningen av 2000-talet var Tunis medina en av de bäst bevarade urbana platserna i arabvärlden.
Därtill kan nämnas att, längs boulevarderna, syns arkitekturperioden 1850-1950:s i byggnaderna, såsom regeringsbyggnadermna till de nio ministerierna och Tunis kommunhus.

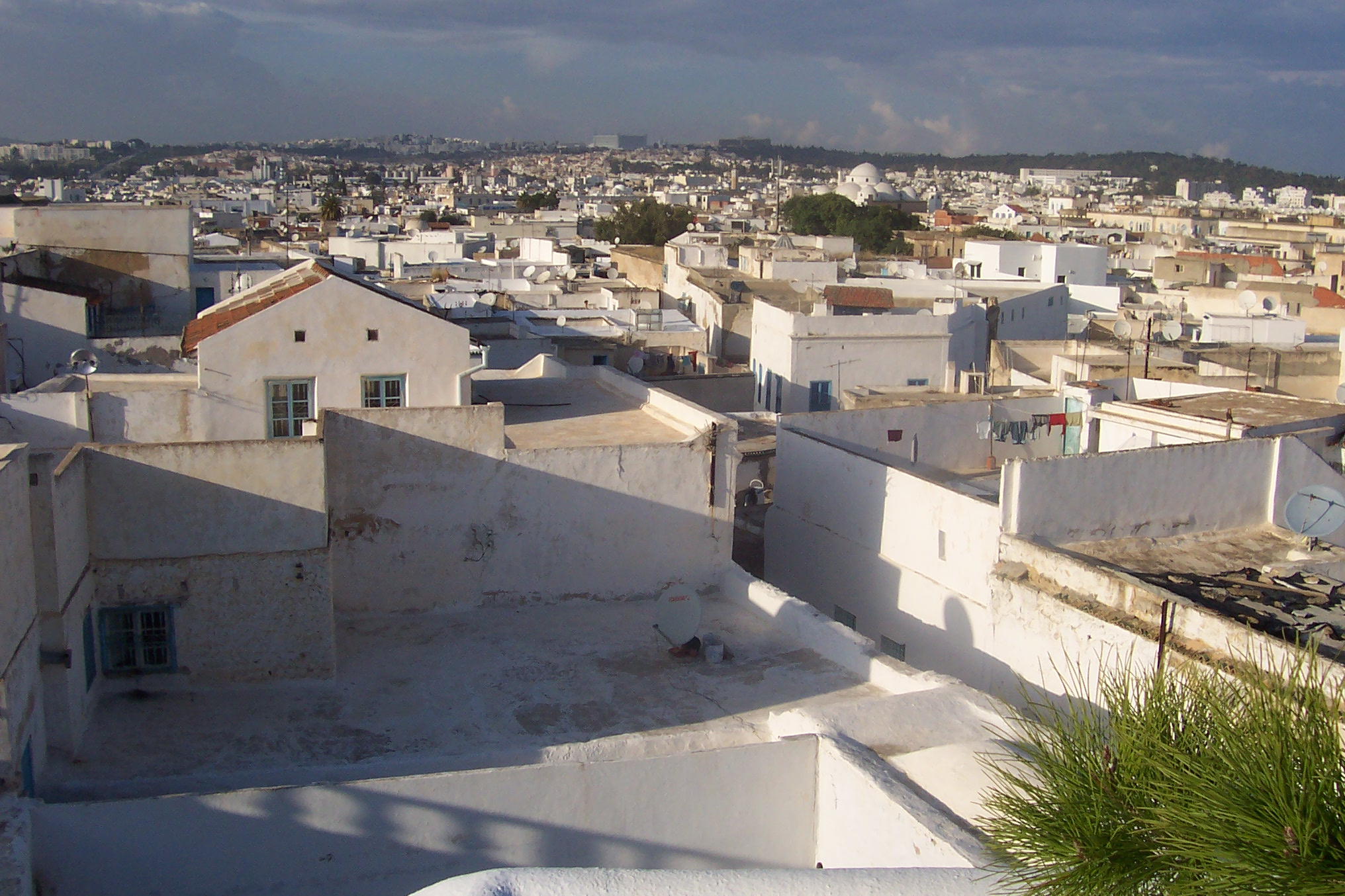
Tak i Tunis medina
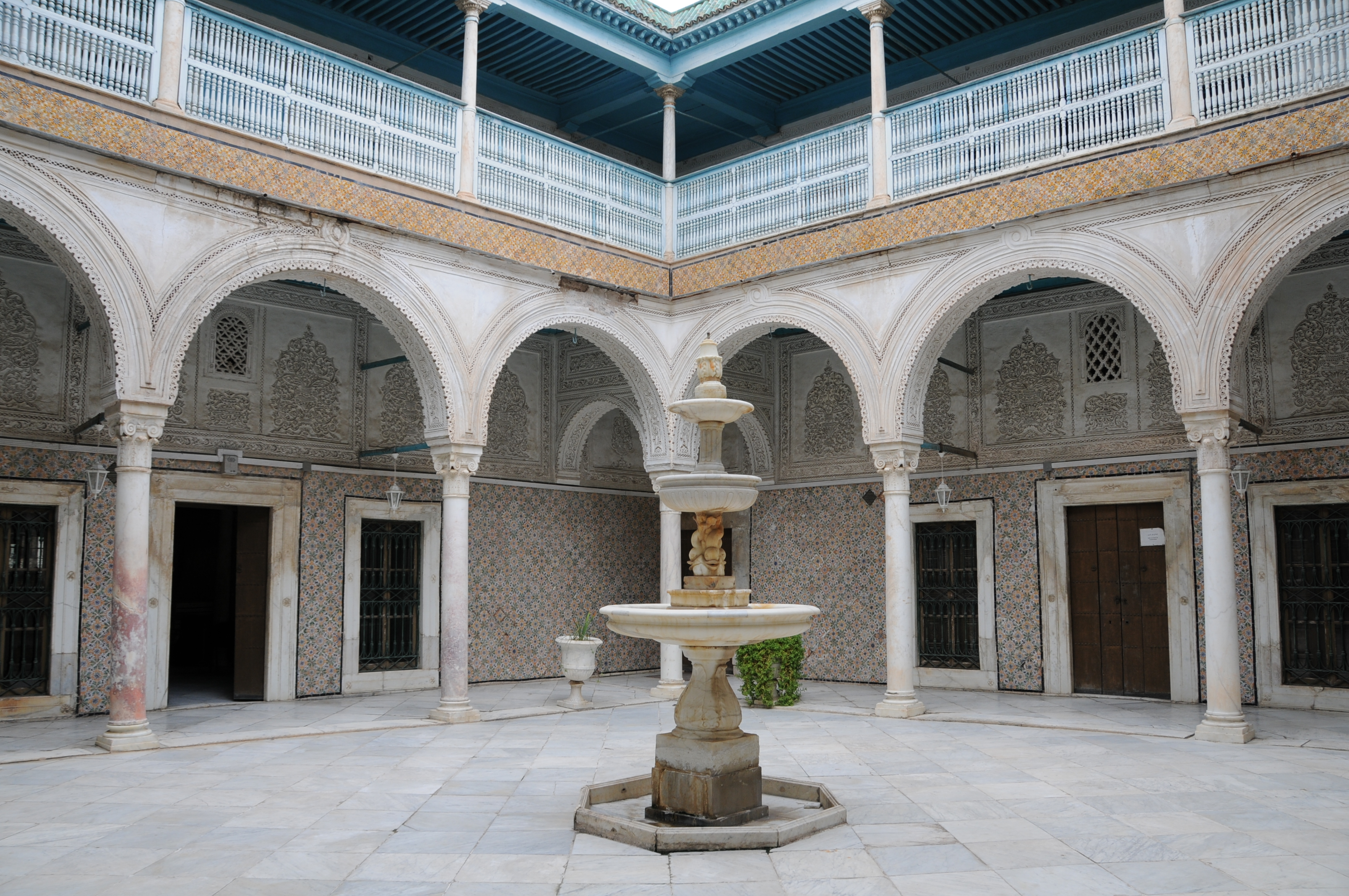
Dar Ben Abdallah innergård
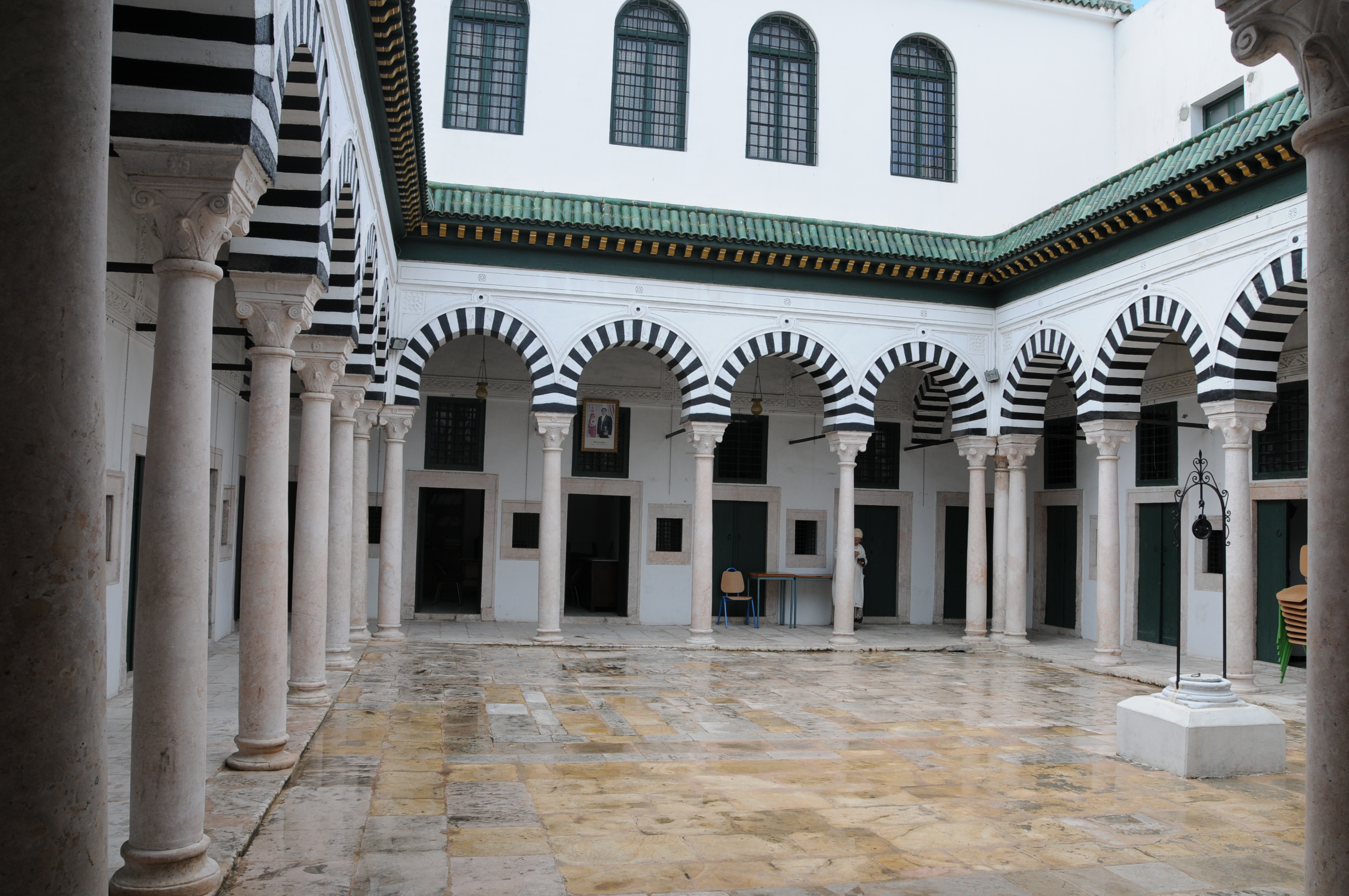
Dar Soulaimania innergård